# Christian Léourier
 (juin 2012).
Si vous disposez d'ouvrages ou d'articles de référence ou si vous connaissez des sites web de qualité traitant du thème abordé ici, merci de compléter l'article en donnant les références utiles à sa vérifiabilité et en les liant à la section « Notes et références ».
Œuvres principales
- Les Montagnes du soleil
- Jarvis de Hélan
- Cycle de Lanmeur
- Sitrinjêta
- Helstrid
- Les Évadés

Christian Léourier, né le 11 décembre 1948 à Paris, est un écrivain français de romans et de Littérature d'enfance et de jeunesse. Son domaine de prédilection est la science-fiction.

## Biographie
D'abord auteur de romans de science-fiction, Christian Léourier poursuit sa carrière en alternant des romans et nouvelles pour adultes et pour la jeunesse. 
Il a travaillé pour la Direction de la mémoire, du patrimoine et des archives du Ministère de la Défense et y a codirigé la collection « Les Romans de la mémoire ». De 2011 à 2013, les éditions Ad Astra rééditent son cycle majeur de science-fiction, le Cycle de Lanmeur, en trois volumes qui contiennent poèmes et nouvelles inédits. Les éditions Vo'yel rééditent de leur côté, en 2011, le plus célèbre roman jeunesse de l'auteur, L'Arbre-Miroir. 
En mai 2013, la réédition du Cycle de Lanmeur aux éditions Ad Astra obtient le prix spécial du grand prix de l'Imaginaire.
Sa nouvelle Le Réveil des Hommes Blancs obtient le prix Rosny aîné en 2014, texte paru dans la revue Bifrost.
En 2015, il publie chez Ad Astra deux romans totalement inédits du Cycle de Lanmeur, réunis dans un seul volume, 21 ans après le dernier inédit paru aux éditions J'ai lu. Ce nouveau volume s'intitule Aux origines du Rassemblement et est un prequel aux sept romans précédents. Ces deux récits racontent la genèse de son univers et, notamment, la naissance de la dynastie des Thoréides.

## Œuvres

### SérieLe Cycle de Lanmeur
Première Édition des Volets 1 à 7
1. Ti-Harnog, J'ai lu, 1984
2. L'Homme qui tua l'hiver, J'ai lu, 1986
3. Mille fois mille fleuves, J'ai lu, 1987
4. Les Racines de l'oubli, J'ai lu, 1988
5. La Loi du monde, J'ai lu, 1990
6. Les Masques du réel, J'ai lu, 1991
7. La Terre de promesse, J'ai lu, 1994

- Intégrale 1 - Les Contacteurs, Ad Astra, 2011Réédition Gallimard, coll. « Folio SF » no 487, 2014Comprend les Volets 1 à 3
- Intégrale 2 - Les Enfants du Léthé, Ad Astra, 2012Réédition Gallimard, coll. « Folio SF » no 497, 2014Comprend les Volets 4 à 5 et une nouvelle
- Intégrale 3 - Les Rêveurs de l'Irgendwo, Ad Astra, 2013Réédition Gallimard, coll. « Folio SF » no 518, 2015Comprend les Volets 6 à 7 et deux nouvelles
- Intégrale 4 - Aux origines du Rassemblement, Ad Astra, 2015Pré-quelle aux volets 1 à 7 précédents

### SérieLa Lyre et le Glaive
1. Le Diseur de mots, Critic, 2019Prix Elbakin.net du meilleur roman de fantasy français 2019
2. Danseuse de corde, Critic, 2020

### Romans indépendants
- Les Montagnes du soleil, Robert Laffont, coll. « Ailleurs et Demain », 1972
- La Planète inquiète, Robert Laffont, coll. « Ailleurs et Demain », 1979
- Sitrinjêta, Critic, 2016
- Dur Silence de la neige, Les Moutons électriques, 2016
- Helstrid, Le Bélial', coll. « Une heure-lumière » no 17, 2019Grand prix de l'Imaginaire 2020
- Les oiseaux d'Argyl, Argyll, 2024, 352 p.

### Nouvelles
Il est également l'auteur de nombreuses nouvelles de science-fiction, généralement publiées chez OPTA ou dans des recueils thématiques dont :
- Le Triptyque de Kohr, 1976
- L'Ouvre-boîte, 1976
- La Peau Bleue, 1985
- Blues pour un garçon perdu, 2004Parue dans Les Ombres de Peter Pan, Mnémos
- Quelques notes à propos du décès d'Edgar Allan Poe, poète américain, 2009Parue dans Les Derniers Jours d'Edgar Poe, Glyphe, coll. « Imaginaires »
- Quelques moments dans la vie d'un homme d'affaires, 2013Parue dans l'anthologie des dix ans du festival de Sèvres, dirigée par Jeanne-A Debats
- Le Trophée, 2023Parue dans Hors-série 2023, Le Bélial', coll. « Une heure-lumière »

### Littérature jeunesse

#### SérieContes
1. Contes et légendes de la mythologie celtique, Nathan, 2000
2. Contes et récits des Héros de la montagne, Nathan, 2001
3. Contes et récits de la Résistance, Nathan, 2003

#### SérieJarvis
1. Le Messager de la grande île, Hachette, coll. « Bibliothèque Rouge », 1974
2. Le Paradis des hommes perdus, Hachette, coll. « Bibliothèque Rouge », 1975
3. L'Envoyé du quatrième règne, Hachette, coll. « Poche Rouge », 1976
4. Les Rebelles de la soif, Hachette, coll. « Poche Rouge », 1976
5. La Cité des hauts remparts, Hachette, coll. « Voies Libres », 1977
6. L'Astéroïde noir, Hachette, coll. « Voies Libres », 1978

#### SérieSous le vent de la liberté
1. Lumière d'Amérique, Bayard jeunesse, coll. « Millézime », 2005
2. Chasseurs et proies, Bayard jeunesse, coll. « Millézime », 2006
3. Les Temps cruels, Bayard jeunesse, coll. « Millézime », 2006

- Sous le vent de la liberté, édition intégrale, Argyll, 2021, 688 p.

#### Romans indépendants
- L'Arbre miroir, Robert Laffont, coll. « L'Âge des étoiles », 1977
- Le Gwemen Sacré, Hachette, 1979
- L'appel des Ondins, Hachette, coll. « Eclipse », 1980
- Petit Dragon, Magnard Jeunesse, 1987
- Eli le rêveur, Magnard Jeunesse, 1988
- Les Ailes de l'été, Hachette, 1988
- Le Cavalier arverne, Hachette, 1990Le Chemin de Rungis, Gallimard Jeunesse junior, 1990Grand prix du livre de jeunesse du ministère de la jeunesse et des sports 1989
- E.V.A. ou L'Été de la Lune, Hachette, 1991
- Comment les fleurs vinrent aux genêts, Albin Michel Jeunesse, 1997
- L'Ombre de la tour Blanche, Magnard, coll. « Les Fantastiques », 1999
- L'Été de la Lune, Actes Sud Junior, 2000
- Mission Brume, Mango jeunesse, coll. « Autres Mondes », 2003
- Mauvais rêve, Mango jeunesse, coll. « Autres Mondes », 2006
- Le Grand Départ, Bayard jeunesse, 2009
- Le Puits des âmes, Bayard jeunesse, 2010
- Les Évadés, Bayard jeunesse, 2013